# Винтрост (Тексас)
Винтрост (енгл. Windthorst) град је у америчкој савезној држави Тексас. По попису становништва из 2010. у њему је живело 409 становника.

## Демографија
Према попису становништва из 2010. у граду је живело 409 становника, што је 31 (7,0%) становника мање него 2000. године.
| Група             | 2000.       | 2010.       |
| Белци             | 329 (74,8%) | 291 (71,1%) |
| Афроамериканци    | 0 (0,0%)    | 0 (0,0%)    |
| Азијати           | 0 (0,0%)    | 0 (0,0%)    |
| Хиспаноамериканци | 103 (23,4%) | 107 (26,2%) |
| Укупно            | 440         | 409         |